# Монтегю, Эдвард (судья)
Сэр Эдвард Монтегю (англ. Sir Edward Montagu; ок. 1485 — 10 февраля 1557) — английский юрист и судья.

## Биография
Родился около 1485 года. Второй сын Томаса Монтегю (? — 1516) из Хемингтона, Нортгемптоншир, и Агнес Дадли, дочери Уильяма Дадли из Клоптона, Нортгемптоншир, и Кристианы Даррел. Его дед, Ричард Ладд, сменил имя на Монтегю примерно в 1447 году.
Эдвард Монтегю был принят в Миддл-Темпл 22 мая 1506 года и служил осенним чтецом в юридическом заведении в 1524 и 1531 годах. Он был посвящен в рыцари 18 октября 1537 года. В 1539 году Эдвард Монтегю был назначен лордом-главным судьей Суда королевской скамьи, который он покинул в 1545 году, когда был назначен лордом-главным судьей общих дел. Он был членом тайного совета короля Англии Генриха VIII, который назначил его одним из шестнадцати исполнителей своей последней воли и губернатором своего сына Эдуарда.
Во время кризиса 1553 года, когда король Эдуард VI хотел изменить порядок престолонаследия в пользу леди Джейн Грей, Эдвард Монтегю протестовал против незаконности этого разбирательства. Однако когда герцог Нортумберленд назвал его предателем и пригрозил физической расправой, он отозвал свой протест. После восшествия Марии Тюдор на престол он был заключен в Тауэр, но выкупил свой выход.
Эдвард Монтегю купил поместье Боутон близ Кеттеринга в графстве Нортгемптоншир и построил на этом месте фамильную резиденцию Боутон-хаус.

## Семья
Он был женат трижды. В сентябре 1512 года его первой супругой стала Сайсели Лейн, дочь Уильяма Лейна. В 1527 году во второй раз женился на Агнессе Киркхем, дочери Джорджа Киркхема. До 1533 года он в третий раз женился на Элеонор Ропер (? — май 1563), дочери Джона Ропера (? — 1524) из Уэлл-Холла, Элтем, графство Кент, и Джейн Файне (? — 1554).
От брака с Элеонор Ропер у Эдварда Монтегю было одиннадцать детей (пять сыновей и шесть дочерей). Его старший оставшийся в живых сын Эдвард (1532—1602) был отцом восьми сыновей и четырёх дочерей, в том числе:
- Эдвард Монтегю, 1-й барон Монтегю
- Сэр Генри Монтегю, 1-й граф Манчестер, предок графов Галифакс
- Чарльз Монтегю (из Боутона), член парламента
- Джеймс Монтегю, епископ Винчестерский
- Сэр Сидни Монтегю, член парламента, предок графов Сэндвич